# Synagoge Celle

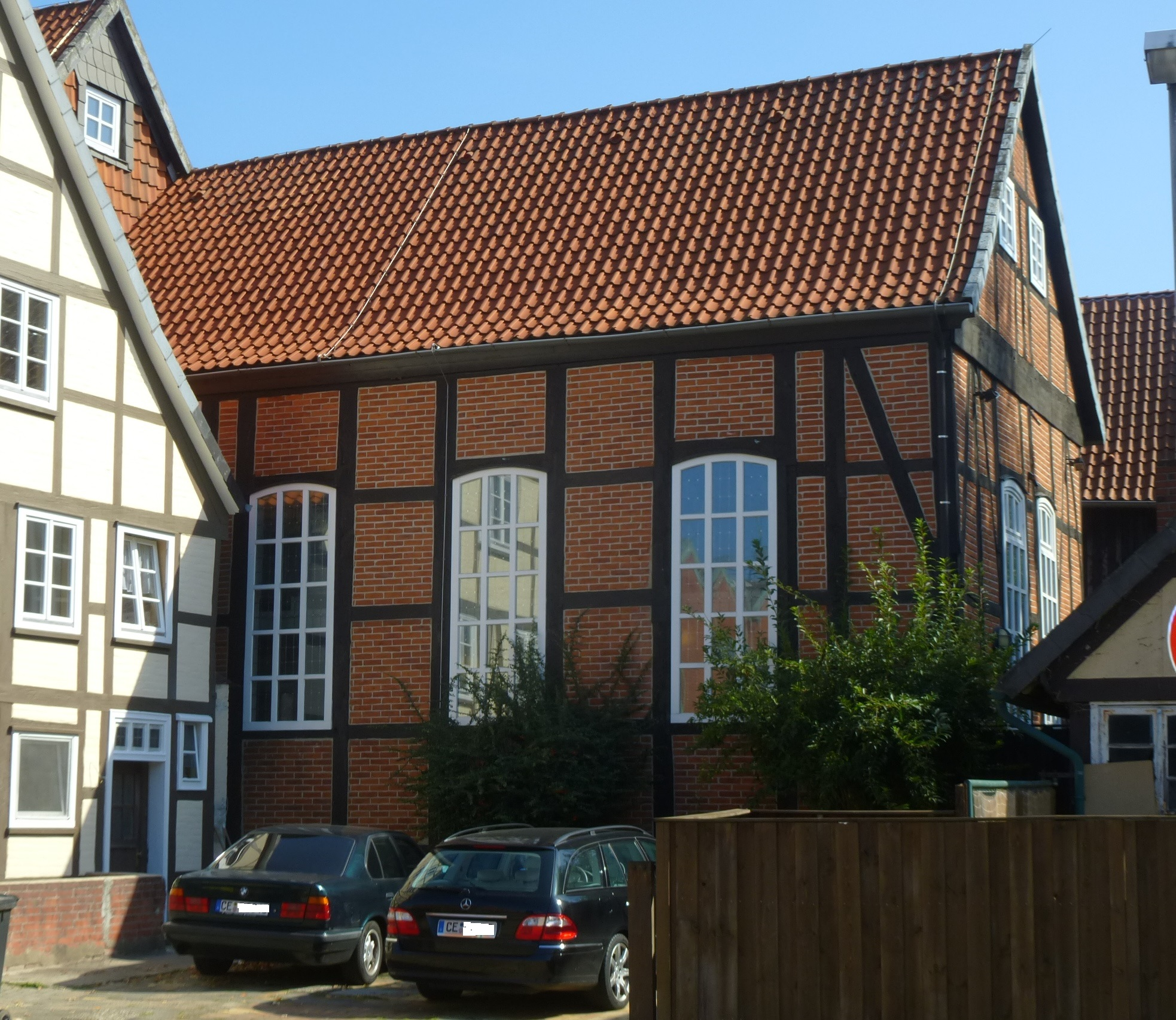
Synagoge Celle

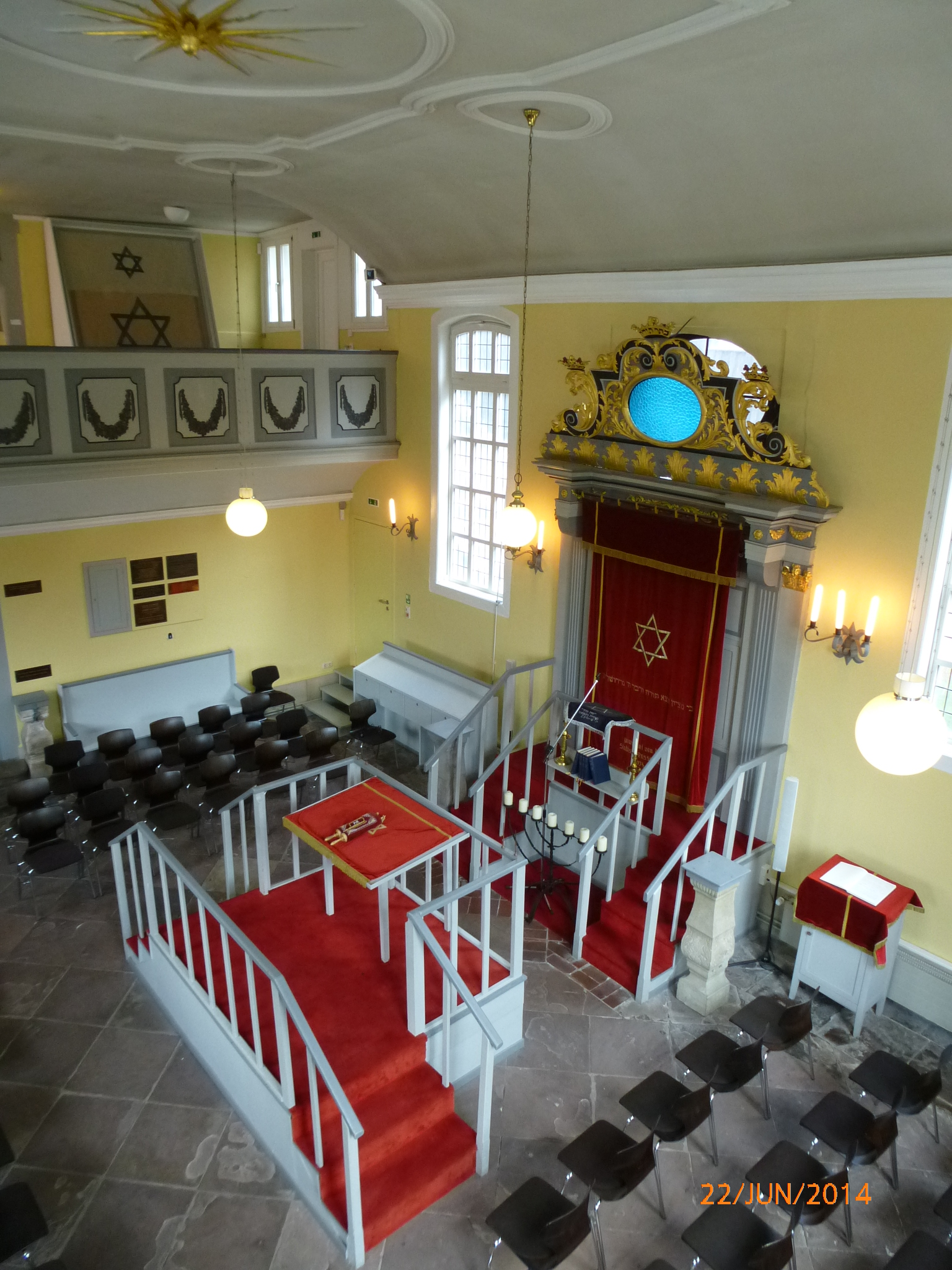
Inneres der Synagoge mit Toraschrein mit Parochet, Ner Tamid und Bima

Die Synagoge Celle ist die älteste erhaltene Fachwerksynagoge in Niedersachsen. Sie liegt nahe der Altstadt von Celle.

## Geschichte
Nachdem Juden im Herzogtum Braunschweig-Lüneburg 1737 die Erlaubnis erhielten, Synagogen zu bauen, erwarb die jüdische Gemeinde in Celle 1738 zwei Grundstücke, auf denen sie um 1740 die heutige Fachwerksynagoge errichtete. 1883 erfolgte eine umfangreiche Sanierung, bei der eine Bleiverglasung hinzukam. Während der Novemberpogrome 1938 wurden die Innenräume zerstört und Kultgegenstände auf die Straße geworfen und verbrannt. Die Synagoge wurde jedoch nicht angezündet, weil man ein Übergreifen der Flammen auf die Nachbarhäuser und die nahe Altstadt mit den eng beieinander stehenden Fachwerkhäusern befürchtete. Danach diente die Synagoge als Lagerraum. In den Vorderhäusern wurden ab 1942 die verbliebenen jüdischen Gemeindemitglieder bis zur Deportation untergebracht. 1945 wurde die Synagoge wieder für Gottesdienste hergerichtet.
Die Stadt Celle erwarb die Gebäude im November 1969 vom Landesverband der jüdischen Gemeinden in Niedersachsen und nahm 1972 bis 1974 unter Leitung des städtischen Hochbauamts eine umfassende Instandsetzung und Wiederherstellung, einschließlich der beiden Vorderhäuser, vor. Am 20. Juni 1974 wurde die Synagoge durch den Heidelberger Rabbiner Nathan Peter Levinson eingeweiht.
Seit 1996 sind in den Vorderhäusern Ausstellungsräume eingerichtet, in denen wechselnde Ausstellungen und eine Dokumentation jüdischen Lebens in Celle gezeigt werden.
Seit 1997 wird die Synagoge von der wiedergegründeten jüdischen Gemeinde Celle für Gottesdienste und Versammlungen genutzt. Zahlreiche öffentliche Veranstaltungen in der Synagoge organisiert die Celler Gesellschaft für christlich-jüdische Zusammenarbeit.
2004 wurden in den Bürgersteigen vor den Gebäuden Im Kreise 23 und 24 mehrere Stolpersteine verlegt, darunter zwei für die zuletzt in Oldau als Zwangsarbeiter tätigen russischen Kriegsgefangenen, Jakob Gerschez und David Klatschko.

## Beschreibung

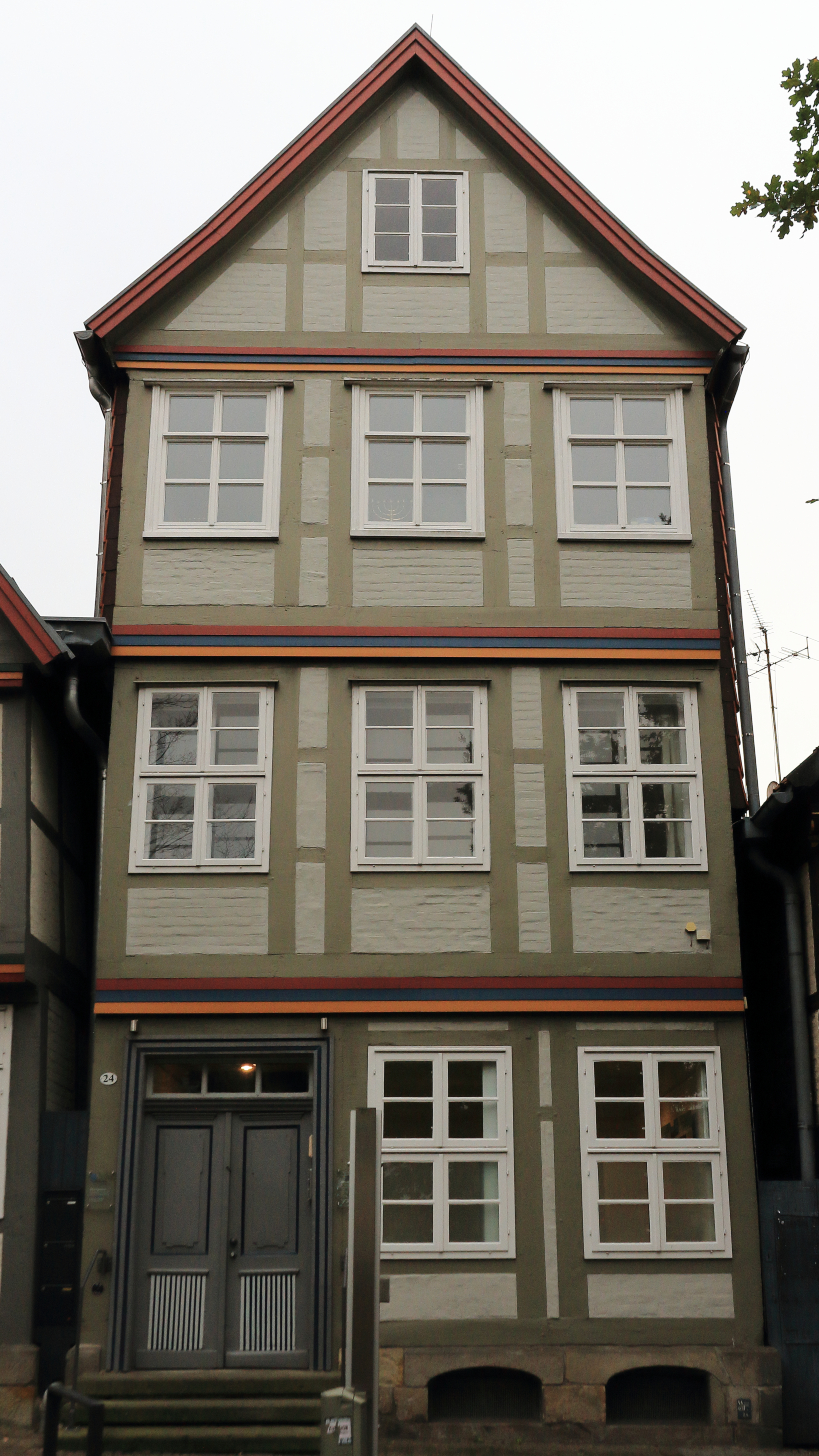
Vorderhaus (Im Kreise 24): Jüdisches Schulhaus

Die Synagoge wurde um 1740 in der für Celle typischen Fachwerkbauweise errichtet. Es handelt sich um ein Ensemble aus drei Fachwerkhäusern, das vorne aus dem dreigeschossigen Jüdischen Schulhaus (Im Kreise 24) mit einem zweigeschossigen Wohnhaus (Im Kreise 23) sowie der hinter diesen beiden Gebäuden verdeckt auf der Rückseite angebauten Synagoge besteht. Die beiden Fachwerkhäuser sind möglicherweise etwas älter, was baugeschichtlich ungeklärt ist. Die Synagoge ist aus dem Straßenraum erst seit einem Gebäudeabriss seitlich von der Wehlstraße aus öffentlich einsehbar. Die Nichteinsehbarkeit einer Synagoge war im 18. und 19. Jahrhundert typisch und geht auf die ablehnende Haltung der christlichen Bevölkerung gegenüber dem jüdischen Kultus und der Einrichtung einer Synagoge zurück. Die Erschließung der rückwärtigen Synagoge geschieht heute noch indirekt über den Flur des vorderen Schulhauses, dessen Treppenhaus zugleich hinauf zur Frauenempore führt.
Die Synagoge ist ein schlicht konstruierter, unverputzter Fachwerkbau mit Satteldach. Das Innere stellt sich relativ kleiner Saal von knapp 80 m² Grundfläche mit oben flach abschließender Stuckdecke dar. Um einen stützenfreien Raum zu ermöglichen, war in der Dachkonstruktion ein aufwändiges Hängewerk erforderlich. Wie das innere Erscheinungsbild ursprünglich im 18. Jahrhundert aussah, ist unbekannt. Die Frauenempore ist 1754/55 und 1884 erweitert worden. Die 1938 zerstörte barocke Ausstattung mit der Bima ist in den 1970er Jahren nach Baubefunden, alten Abbildungen und mündlichen Berichten rekonstruierend wiederhergestellt worden. Der in der Ostwand sitzende Toraschrein ist in seinem oberen Teil original erhalten.

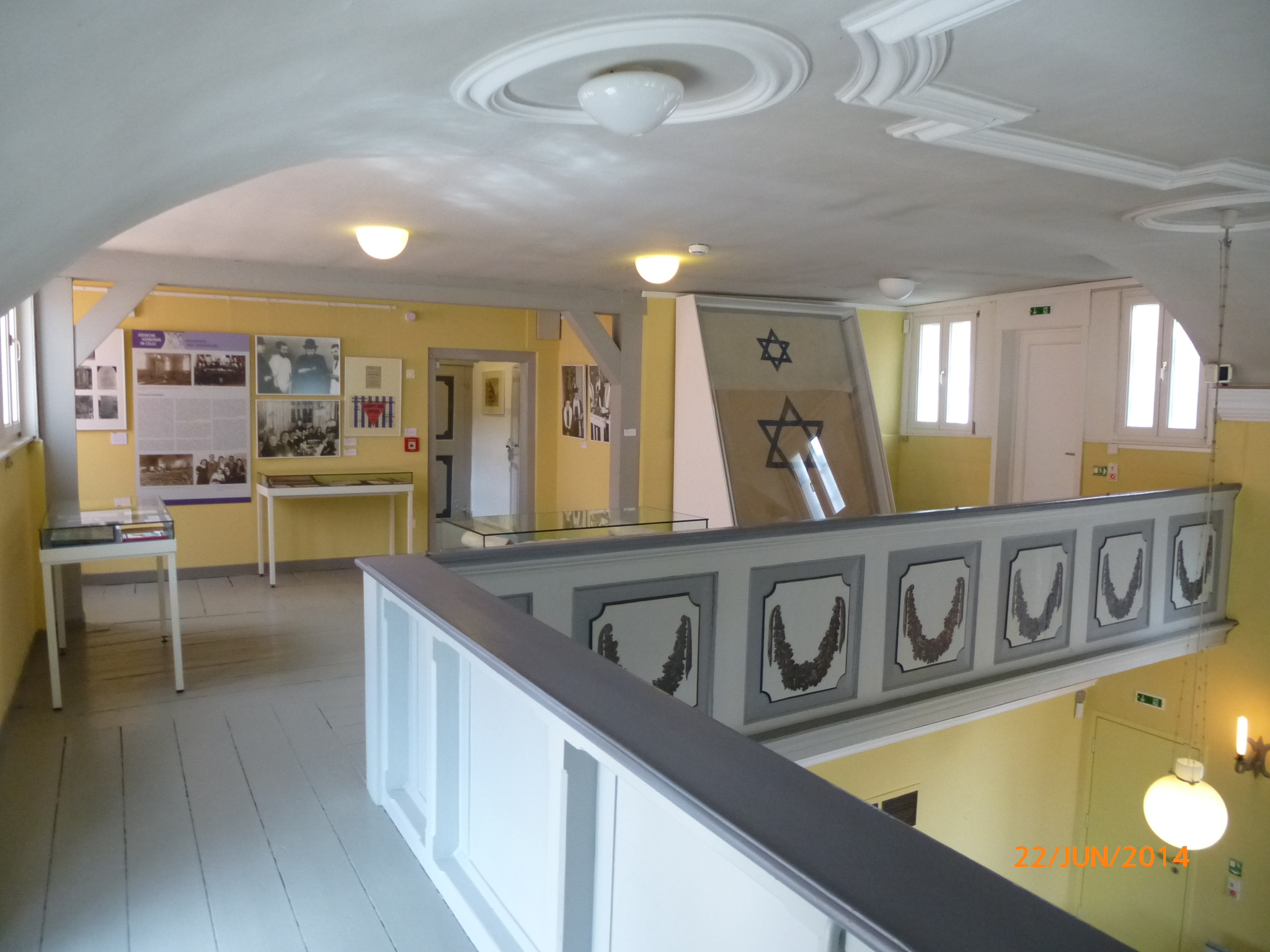
Blick auf die Frauenempore mit einem Teil der Dauerausstellung
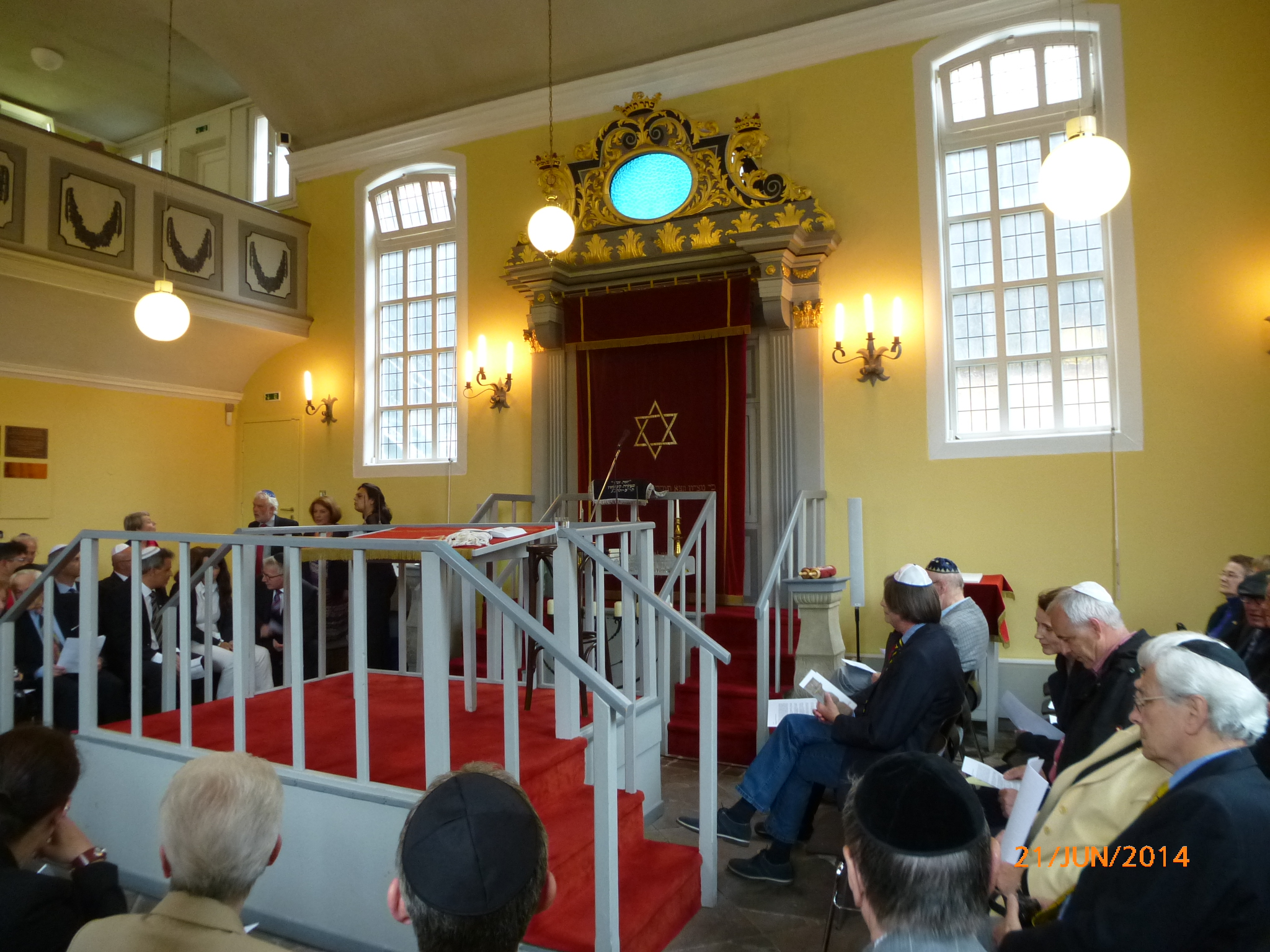
Kulturveranstaltung in der Synagoge
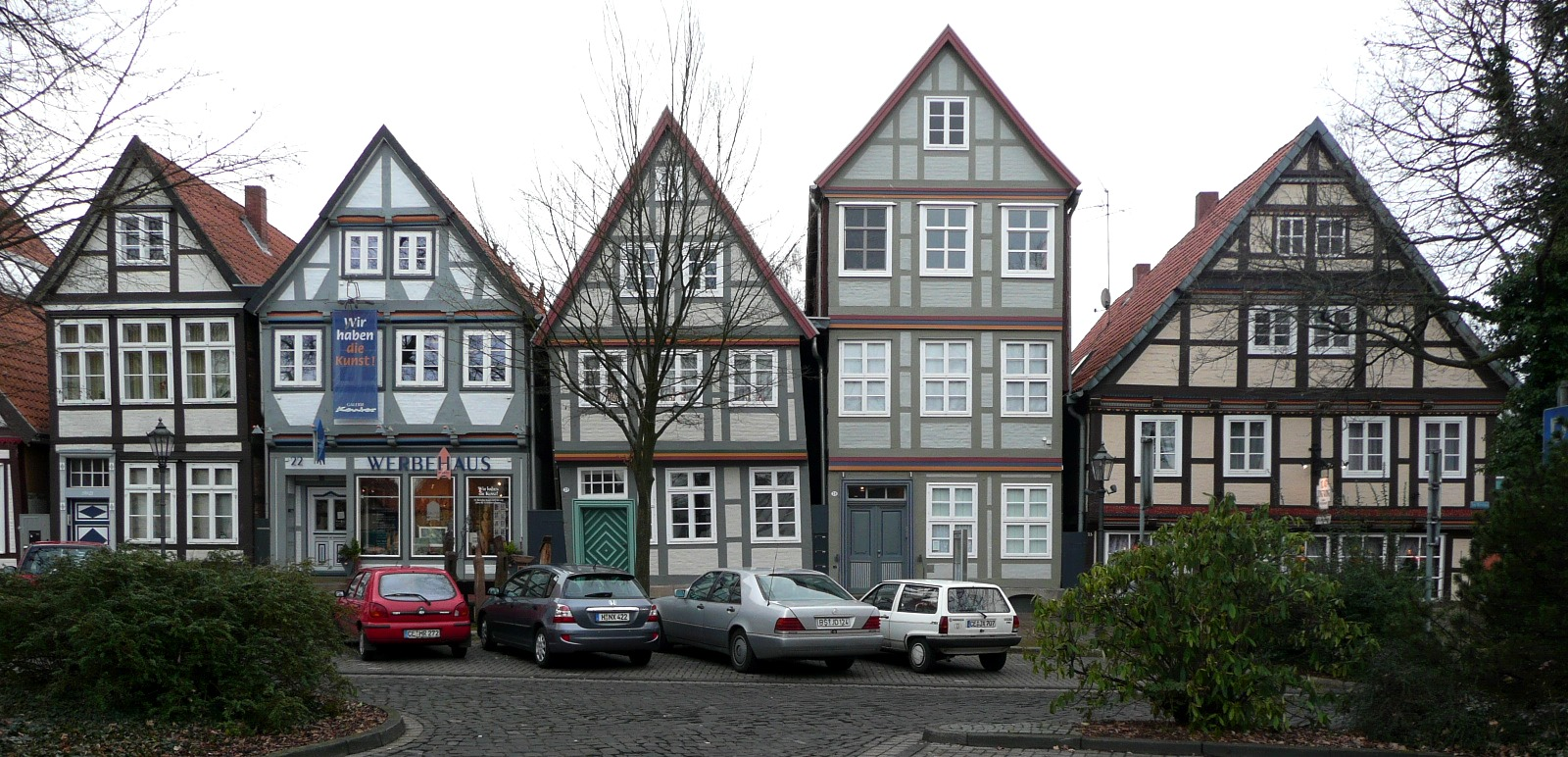
Fachwerkhäuser Im Kreise 21–25; die Synagoge befindet sich hinter dem dritten und vierten Gebäude von links
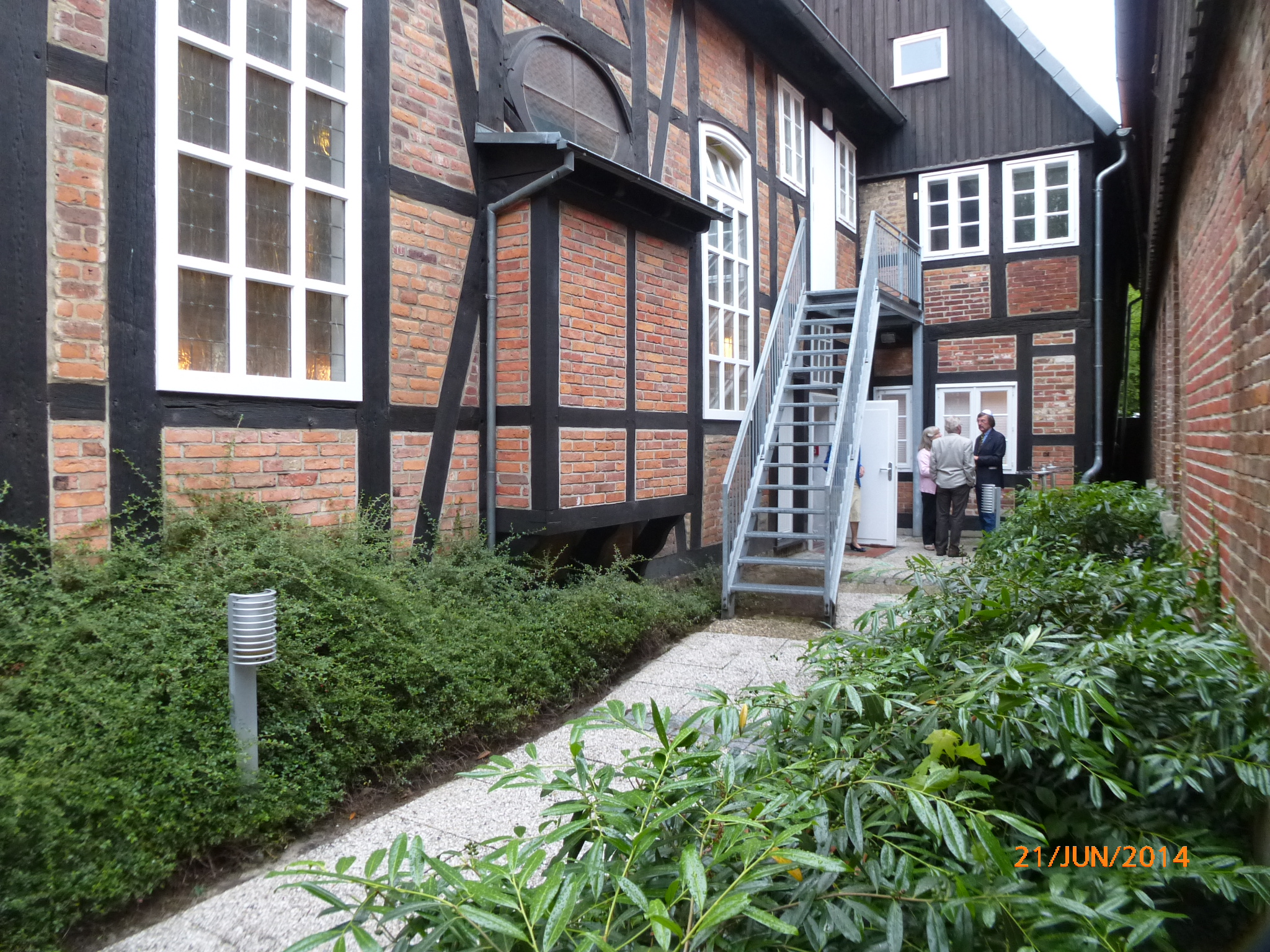
Ostfassade mit teilweise rekonstruiertem Erker des Toraschreins
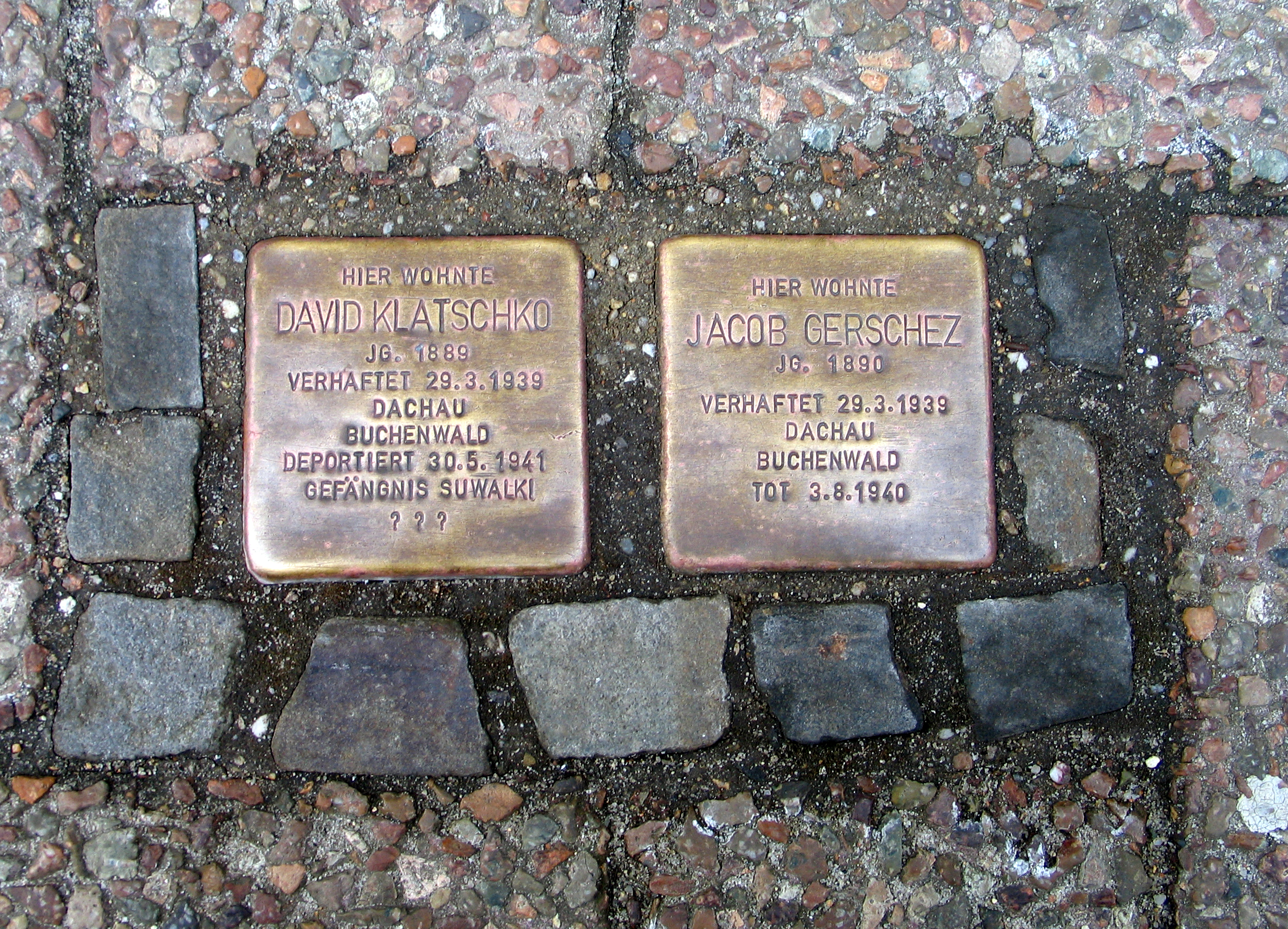
Vor der Synagoge verlegte Stolpersteine für zwei sowjetische Kriegsgefangene